# منطقه تخت‌سادات
منطقه تخت‌سادات یکی از مناطق نمونه گردشگری است که در نزدیکی منطقه کرهرود شهر اراک واقع در استان مرکزی قرار دارد.

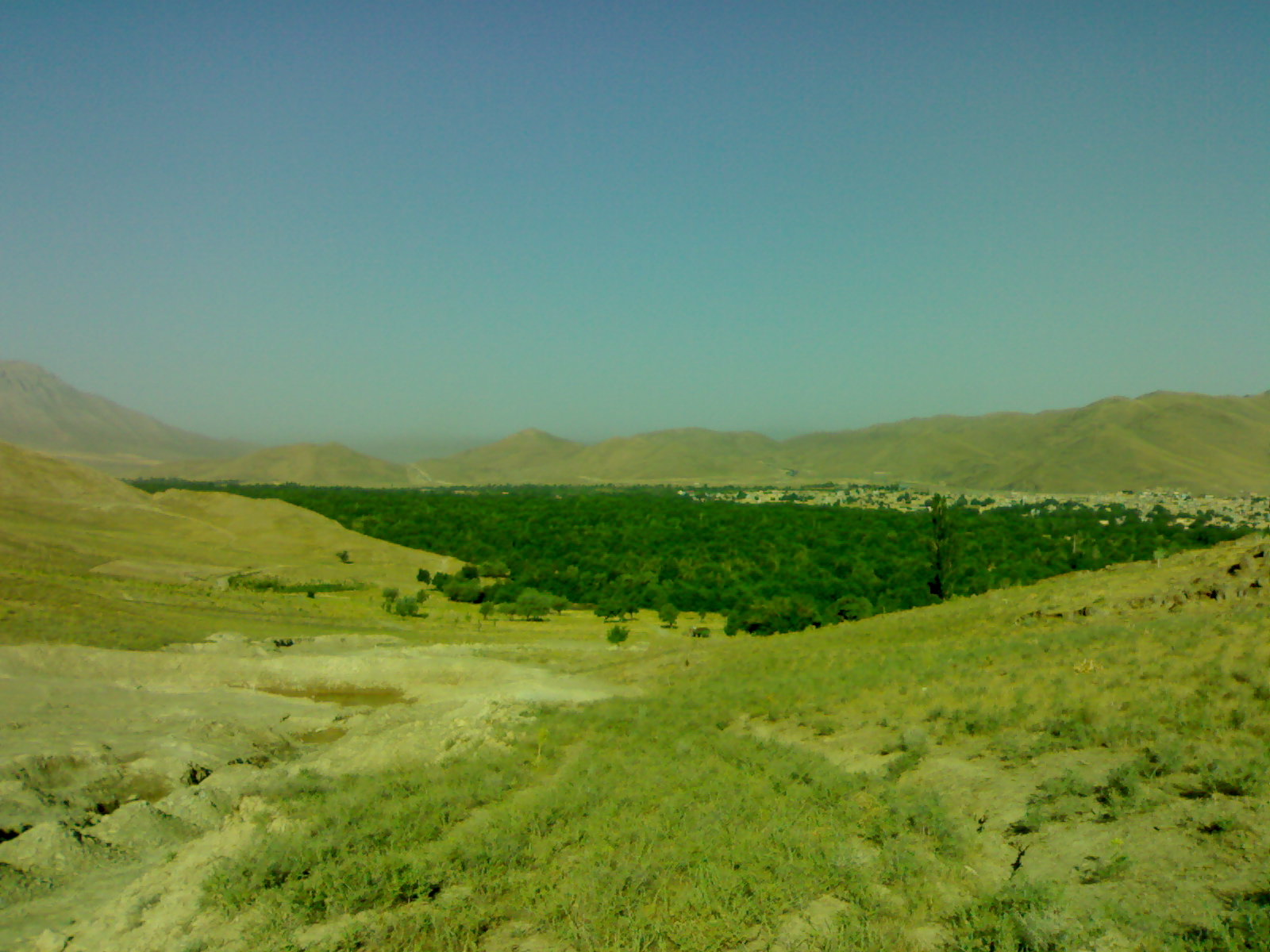
طبیعت منطقه تخت‌سادات

## تاریخچه
طبق اعلام سازمان میراث فرهنگی، صنایع دستی و گردشگری استان مرکزی تعداد گردشگران منطقه ۳۶،۶۰۰ نفر در سال است که بیش از ۳۵،۵۰۰ از گردشگران از داخل استان و ۱،۴۰۰ گردشگر از مناطق خارج از استان از منطقه دیدن می‌کنند.

## زیرساختهای موجود
فاصله ۵ کیلومتری و دسترسی آسان به شهر، دسترسی به راه‌آهن، فرودگاه اراک و آزادراه ۵ ایران، وجود زیرساخت‌های تأمین آب آشامیدنی و برق در ۵۰۰ متری منطقه و وجود زیرساخت‌های اقامتی در نزدیکی آن در شهر اراک از جمله امکانات موجود در منطقه می‌باشد. برای توسعه منطقه گسترش امکانات گازرسانی و مخابرات لازم است.
این منطقه به دلیل وجود اراضی وسیع و مستعد برای ایجاد اماکن تفریحی و ورزشی بسیار مناسب است. همچنین این منطقه نیازمند سرمایه‌گذاری در زمینه‌های مراکز اقامتی، تفریحی، پذیرایی، ورزشی، و تجاری است.

## مکان‌ها
```
قبرستان تخت سید
```

### جاذبه‌های طبیعی
از جاذبه‌های طبیعی این منطقه می‌توان به چشمه و نهر آب، پوشش گیاهی متنوع، باغ‌های میوه، اراضی کشاورزی و مراتع سرسبز اشاره کرد.